# 唐大禧
唐大禧（1936年4月25日—），男，广东澄海人，中国雕塑家，曾任中国美术家协会理事，广东省美术家协会副主席。